# Gisay-la-Coudre

Gisay-la-Coudre este o comună în departamentul Eure, Franța. În 1 ianuarie 2018 avea o populație de 248 de locuitori.